# 松平信岑
松平 信岑（まつだいら のぶみね）は、江戸時代中期の大名。丹波篠山藩の第5代藩主。後に丹波亀山藩の初代藩主となる。官位は従四位下佐渡守、紀伊守。形原松平家11代当主。

## 略歴
元禄9年（1696年）9月10日、第4代藩主・松平信庸の長男として誕生。宝永7年（1710年）12月に従五位下、佐渡守に叙任される。享保2年（1717年）、父の死去により家督を継いだ。
享保20年（1735年）に寺社奉行と奏者番を兼任する。享保の大飢饉で苦しむ領民に重税を強いたことにより、領民の不満が溜まり、篠山という要衝を統治し切れないと判断され、寛延元年（1748年）8月3日に丹波亀山へ移封され、篠山へは亀山藩主の青山家が入った。
宝暦6年（1756年）、従四位下に昇位する。宝暦13年（1763年）11月20日に死去した。享年68。跡を甥で養子の信直が継いだ。

## 系譜
- 父：松平信庸（1666-1717）
- 母：菊姫 - 前田利明娘
- 正室：内藤義孝娘
- 継室：内藤義英娘
- 継々室：内藤清枚娘
- 養子
  - 男子：松平信直（1732-1786） - 松平庸倫の長男
  - 女子：中山政信正室
  - 女子：本多忠弘正室